# 凯瑟琳·温德
凯瑟琳·温德（西班牙語：Katherine Winder，1992年4月23日—），秘魯女子羽毛球運動員。

## 簡歷
2015年8月，凯瑟琳·温德參加印尼雅加達舉行的世界羽毛球錦標賽，分別與鲁兹·玛丽亚·索诺萨和马里奥·库巴出戰女子雙打及戰混合雙打項目。在女雙方面，她與索诺萨首圈就以0比2（5-21、12-21）不敵泰國的宗功攀·吉迪特拉恭/拉温达·巴宗哉出局；而混雙方面，她與库巴亦在首圈以1比2（11-21、21-19、10-21）不敵俄羅斯的罗季翁·卡尔加夫/叶卡捷琳娜·博洛托娃出局。

## 主要比賽成績
只列出曾進入準決賽的國際賽事成績：
| 年份   | 賽事                   | 公開賽級別 | 項目     | 拍檔               | 成績   |
| ------ | ---------------------- | ---------- | -------- | ------------------ | ------ |
| 2008年 | 泛美洲青年羽毛球錦標賽 | 其他       | 女子雙打 | Claudia Zornoza    | 亞軍   |
| 2008年 | 泛美洲羽毛球錦標賽     | 其他       | 混合團體 | －                 | 亞軍   |
| 2008年 | 泛美洲羽毛球錦標賽     | 其他       | 女子雙打 | Claudia Zornoza    | 季軍   |
| 2009年 | 吉拉爾迪拉羽毛球賽     | 未來系列賽 | 女子雙打 | Claudia Zornoza    | 亞軍   |
| 2009年 | 秘魯羽毛球國際賽       | 國際系列賽 | 女子單打 | －                 | 準決賽 |
| 2009年 | 泛美洲青年羽毛球錦標賽 | 其他       | 混合團體 | －                 | 亞軍   |
| 2009年 | 泛美洲青年羽毛球錦標賽 | 其他       | 女子單打 | －                 | 季軍   |
| 2009年 | 泛美洲青年羽毛球錦標賽 | 其他       | 女子雙打 | Lorena Duany       | 亞軍   |
| 2009年 | 泛美洲青年羽毛球錦標賽 | 其他       | 混合雙打 | 馬里奧·庫巴        | 冠軍   |
| 2009年 | 哥倫比亞羽毛球國際賽   | 未來系列賽 | 女子單打 | －                 | 冠軍   |
| 2009年 | 哥倫比亞羽毛球國際賽   | 未來系列賽 | 混合雙打 | 馬里奧·庫巴        | 冠軍   |
| 2009年 | 巴西羽毛球國際賽       | 未來系列賽 | 女子雙打 | Claudia Zornoza    | 亞軍   |
| 2009年 | 巴西羽毛球國際賽       | 未來系列賽 | 混合雙打 | 马里奥·库巴        | 準決賽 |
| 2009年 | 聖多明哥羽毛球公開賽   | 國際系列賽 | 女子雙打 | Claudia Zornoza    | 亞軍   |
| 2009年 | 聖多明哥羽毛球公開賽   | 國際系列賽 | 混合雙打 | 马里奥·库巴        | 冠軍   |
| 2009年 | 波多黎各羽毛球國際賽   | 國際挑戰賽 | 女子雙打 | Claudia Zornoza    | 亞軍   |
| 2009年 | 波多黎各羽毛球國際賽   | 國際挑戰賽 | 混合雙打 | 马里奥·库巴        | 亞軍   |
| 2009年 | 邁阿密羽毛球國際賽     | 未來系列賽 | 混合雙打 | 马里奥·库巴        | 準決賽 |
| 2010年 | 秘魯羽毛球國際賽       | 國際挑戰賽 | 女子雙打 | Claudia Zornoza    | 準決賽 |
| 2010年 | 秘魯羽毛球國際賽       | 國際挑戰賽 | 混合雙打 | 马里奥·库巴        | 準決賽 |
| 2014年 | 秘魯羽毛球國際賽       | 國際挑戰賽 | 混合雙打 | 马里奥·库巴        | 準決賽 |
| 2014年 | 阿根廷羽毛球國際賽     | 國際系列賽 | 混合雙打 | 马里奥·库巴        | 準決賽 |
| 2014年 | 智利羽毛球國際賽       | 國際系列賽 | 女子雙打 | 鲁兹·玛丽亚·索诺萨 | 冠軍   |
| 2014年 | 智利羽毛球國際賽       | 國際系列賽 | 混合雙打 | 马里奥·库巴        | 冠軍   |
| 2014年 | 泛美洲羽毛球錦標賽     | 其他       | 混合雙打 | 马里奥·库巴        | 季軍   |
| 2014年 | 巴西羽毛球國際賽       | 國際挑戰賽 | 女子雙打 | 鲁兹·玛丽亚·索诺萨 | 準決賽 |
| 2014年 | 蘇利南羽毛球國際賽     | 國際系列賽 | 女子雙打 | 鲁兹·玛丽亚·索诺萨 | 冠軍   |
| 2014年 | 蘇利南羽毛球國際賽     | 國際系列賽 | 混合雙打 | 马里奥·库巴        | 冠軍   |
| 2015年 | 秘魯羽毛球國際系列賽   | 國際系列賽 | 女子雙打 | 鲁兹·玛丽亚·索诺萨 | 準決賽 |
| 2015年 | 秘魯羽毛球國際系列賽   | 國際系列賽 | 混合雙打 | 马里奥·库巴        | 冠軍   |
| 2015年 | 吉拉爾迪拉羽毛球賽     | 國際系列賽 | 混合雙打 | 马里奥·库巴        | 冠軍   |
| 2015年 | 智利羽毛球國際賽       | 國際系列賽 | 女子雙打 | 鲁兹·玛丽亚·索诺萨 | 準決賽 |
| 2015年 | 智利羽毛球國際賽       | 國際系列賽 | 混合雙打 | 马里奥·库巴        | 冠軍   |
| 2015年 | 聖多明哥羽毛球公開賽   | 國際系列賽 | 女子雙打 | 鲁兹·玛丽亚·索诺萨 | 冠軍   |
| 2015年 | 聖多明哥羽毛球公開賽   | 國際系列賽 | 混合雙打 | 马里奥·库巴        | 亞軍   |
| 2015年 | 泛美運動會羽毛球比賽   | 其他       | 混合雙打 | 马里奥·库巴        | 銅牌   |
| 2016年 | 秘魯羽毛球國際系列賽   | 國際系列賽 | 混合雙打 | 马里奥·库巴        | 冠軍   |
| 2017年 | 秘魯羽毛球國際系列賽   | 國際系列賽 | 混合雙打 | 马里奥·库巴        | 冠軍   |
| 2017年 | 秘魯羽毛球國際挑戰賽   | 國際挑戰賽 | 混合雙打 | 马里奥·库巴        | 冠軍   |
| 2017年 | 泛美洲羽毛球錦標賽     | 其他       | 混合雙打 | 马里奥·库巴        | 季軍   |

| 2007-2017年 | 首要超級賽 | 超級賽 | 黃金大獎賽 | 大獎賽 | 國際挑戰賽 | 國際系列賽 | 未來系列賽 | 其他 |

| 2018-2026年 | 總決賽 | 超級1000賽 | 超級750賽 | 超級500賽 | 超級300賽 | 超級100賽 | 國際挑戰賽 | 國際系列賽 | 未來系列賽 | 其他 |

### 奧運會和世錦賽參賽紀錄
|          | 搭檔        | 2015 |
| -------- | ----------- | ---- |
| 女子雙打 | 马里奥·库巴 | 48強 |